# حصن الشنابك

تعديل مصدري - تعديل

حصن الشنابك هي إحدى قرى عزلة القارة بمديرية رصد التابعة لمحافظة أبين، بلغ تعداد سكانها 62 نسمة حسب تعداد اليمن لعام 2004.